# Acrolyta nigricapitata
Acrolyta nigricapitata là một loài tò vò trong họ Ichneumonidae.